# Elena Pautova
Elena Pautova (in russo Елена Осиповна Паутова?; Adler, 22 gennaio 1986) è un'atleta paralimpica russa che gareggia nella categoria T12 (ipovedenti).

## Biografia
Ipovedente, ha iniziato a praticare lo sport nella scuola per disabili visivi di Armavir, regione di Krasnodar rivelando doti particolari per le medie e lunghe distanze. Ha cominciato a competere in ambito internazionale nel 2003, a diciassette anni. Da allora, è intervenuta alle Paralimpiadi di Atene (2004), Pechino (2008) e Londra (2012), e con regolarità ai campionati mondiali ed europei. Nelle molte finali cui ha preso parte, ha incontrato le principali mezzofondiste internazionali, come Assia El Hannouni, Rima Batalova, Elena Congost e Annalisa Minetti.
Atleticamente, ha dato il meglio di sé negli 800 e soprattutto nei 1500 metri piani, specialità in cui ha raggiunto quasi sempre l'oro. Nel 2012 ha superato per due volte nei 1500 metri anche Annalisa Minetti e questo fatto è stato ripreso da tutta la stampa italiana; anche dopo anni, quando Pautova è venuta in Italia per un Grand Prix di atletica leggera a Grosseto, i media sono tornati sulla questione. Tuttavia Elena Pautova ha gareggiato anche nella maratona, conseguendo nel 2015 il titolo mondiale della specialità, e conquistando la medaglia d'argento ai Giochi di Tokyo 2020-2021.
È laureata in Educazione fisica presso l'Ural State University of Physical Education della città di Ufa. Il suo preparatore atletico è Pyotr Buylov.

## Palmarès
| Anno | Manifestazione       | Sede         | Evento              | Risultato | Prestazione | Note                                     |
| ---- | -------------------- | ------------ | ------------------- | --------- | ----------- | ---------------------------------------- |
| 2003 | Europei paralimpici  | Assen        | 800 m piani T12     | Bronzo    | 2'21"69     |                                          |
| 2003 | Europei paralimpici  | Assen        | 1500 m piani T12    | Argento   | 4'53"61     |                                          |
| 2003 | Europei paralimpici  | Assen        | 5000 m piani T12    | Oro       | 17'52"75    |                                          |
| 2004 | Giochi paralimpici   | Atene        | 800 m piani T12     | Bronzo    | 2'16"86     |                                          |
| 2004 | Giochi paralimpici   | Atene        | 1500 m piani T12    | Oro       | 4'36"29     |                                          |
| 2005 | Europei paralimpici  | Espoo        | 1500 m piani T12    | Oro       | 4'38"55     |                                          |
| 2006 | Mondiali paralimpici | Assen        | 800 m piani T12     | Bronzo    | 2'19"29     |                                          |
| 2006 | Mondiali paralimpici | Assen        | 1500 m piani T12    | Oro       | 4'39"13     |                                          |
| 2008 | Giochi paralimpici   | Pechino      | 800 m piani T12-13  | Bronzo    | 2'15"70     |                                          |
| 2008 | Giochi paralimpici   | Pechino      | 1500 m piani T12-13 | Bronzo    | 4'32"91     |                                          |
| 2011 | Mondiali paralimpici | Christchurch | 1500 m piani T12    | Oro       | 4'39"58     |                                          |
| 2012 | Europei paralimpici  | Stadskanaal  | 1500 m piani T12    | Oro       | 4'39"83     |                                          |
| 2012 | Giochi paralimpici   | Londra       | 1500 m piani T12    | Oro       | 4'37"65     |                                          |
| 2013 | Mondiali paralimpici | Lione        | 1500 m piani T11-12 | Oro       | 4'43"77     | Miglior prestazione personale stagionale |
| 2014 | Europei paralimpici  | Swansea      | 1500 m piani T12    | Oro       | 4'39"87     |                                          |
| 2015 | Mondiali paralimpici | Doha         | 1500 m piani T13    | Argento   | 4'41"50     |                                          |
| 2015 | Mondiali paralimpici | Doha         | 4×100 m T11-13      | Argento   | 50"88       |                                          |
| 2016 | Europei paralimpici  | Grosseto     | 1500 m piani T13    | Oro       | 4'41"14     |                                          |
| 2019 | Mondiali paralimpici | Dubai        | 1500 m piani T12    | Bronzo    | 4'45"85     |                                          |
| 2021 | Giochi paralimpici   | Tokyo        | 1500 m piani T13    | 8         | 5'00"76     |                                          |
| 2021 | Giochi paralimpici   | Tokyo        | Maratona T12        | Argento   | 3h04"16     | [ 4 ]                                    |

## Altre competizioni internazionali
2015
- Oro alla Maratona di Londra ( Londra), T11-12 - 2h58'23"[5]

## Onorificenze
Per i suoi meriti sportivi, Elena Pautova ha ricevuto l'Ordine d'Onore (10 agosto 2006), l'Ordine al Merito della Patria di secondo grado (30 settembre 2009) e l'Ordine dell'Amicizia (10 settembre 2012).